# Publicis Groupe
Publicis Groupe es una empresa multinacional francesa de publicidad y relaciones públicas, con sede en París, Francia. Es una de las empresas de publicidad más antiguas y grandes del mundo. Forma parte de las "Grandes Cuatro" (Big Four) compañías de comunicación, junto a Omnicom, Interpublic y WPP). Su actual presidente es Arthur Sadoun. Publicis Groupe S.A. suministra publicidad digital y tradicional, servicios de medios y agencias especializadas y servicios de marketing (SAMS) para clientes nacionales y multinacionales.

## Visión general
La empresa posee varios grupos de publicidad de servicio completo que procede a una gamma de actividades de mídia: móvil e interactiva comunicacional en línea, televisión, vueltas a ver & periódicos, cine y radio, outdoor. Los servicios de la empresa SAMS incluyen marketing directo/CRM, promoción de ventas, comunicación salud y comunicación multicultural y étnica, comunicación corporativa y financiera, recursos humanos comunicaciones, relaciones públicas, servicios de diseño, comunicación interactiva, eventos de marketing y gestión, marketing deportivo y servicios de producción y preimpresa. Sus servicios de mídia incluyen compraventas de mídia, planificación de mídia y ventas de mídia. El grupo desarrolló una plataforma tecnológica que da soporte la Microsoft, Google, Yahoo! y AOL, la tecnología oferta a los anunciantes la posibilidad de direccionar específicamente definidas audiencias en una única campaña en varias redes.
En 2010, la empresa fue nombrada al tercero mayor grupo de marketing por receta, sustituyendo la Interpublic. Hasta el final de 2010, los sectores dobles de actividades digitales y países emergentes de alto crecimiento representaron mitad del total de la receta de la Publicis Groupe.
La empresa realiza sus operaciones en más de 200 ciudades en 104 países. La Publicis tiene una alianza estratégica con la Dentsu. La empresa fue fundada por Marcel Bleustein-Blanchet en 1926.

## Subsidiarias
A partir de 2012, las empresas subsidiarias principales de este grupo son:
- Publicidad[2]
  - Redes Globales
    - Leo Burnett Worldwide
    - Publicis Worldwide
    - Saatchi & Saatchi

  - Otras redes creativas y agencias
    - Bartle Bogle Hegarty (BBH): Desde julio de 2012 a Publicis Groupe pasó a detener 100% de participación.
    - Fallon Worldwide
    - Kaplan Thaler Group
    - Burrell Communications Group (49%)
    - Bromley Communications
- Digital y Mídia
  - AG2 Nurun[3]
  - Nurun[4]
  - Rosetta[5]
  - VivaKi
    - Tecleas
    - Starcom MediaVest Group
      - Starcom USA
      - MediaVest

    - ZenithOptimedia
    - Performics
    - Razorfish
    - Big Fuel[6]
    - Resultrix Medía[7]

- Agencias Especializadas[8]
  - MSLGROUP[9]
  - Publicis Healthcare Communications Group
    - Publicis Healthware International

  - Medias & Régies Europe

- Social
  - Big Fuel[6]

- Móvil
  - Phonevalley[10]